# Coaching
Coaching (z ang. coaching – korepetycje, trenowanie) – interaktywny proces rozwoju, poprzez metody związane z psychologią, realizowaniem procesu decyzyjnego do zaspokajania potrzeb, który pomaga pojedynczym osobom lub organizacjom w przyspieszeniu tempa rozwoju i polepszeniu efektów działania, osiągnięcia celu.

## Historia pojęcia
Słowo coach w języku angielskim pochodzi od francuskiego coche, a to z kolei od węgierskiego miasta Kocs, gdzie w XVI wieku skonstruowano pierwszy nowoczesny powóz. Z czasem woźnice zaczęli nazywać swój zawód coachingiem, a później nazwa ta przeszła na nauczycieli przygotowujących młodzież do egzaminów. Obecne rozumienie słowa wprowadził tenisista, Tim Gallwey w swojej książce The Inner Game of Tennis (1974). Sformułował on tezę, że graczowi mniej pomaga dawanie gotowych rad, niż zadawanie pytań umożliwiających jak najlepsze wykorzystanie własnych zasobów. Taką wykładnię spopularyzował uczeń Gallweya, sir John Whitmore w książce Coaching for Performance z 1992. Metoda zyskała powszechne uznanie wraz z powstaniem w 1992 Coach University, którego założycielem był Thomas Leonard, doradca finansowy z San Francisco. Zainicjował on dynamiczny proces powstawania szkół coachingu na terenie Stanów Zjednoczonych.

## Charakterystyka
Osoba, która korzysta z usług coacha określana jest mianem coachee lub klienta. Coachowie pracują z klientami w zakresach związanych z biznesem, rozwojem kariery, finansami, zdrowiem i relacjami interpersonalnymi. Dzięki coachingowi klienci ustalają bardziej konkretne cele, optymalizują swoje działania, podejmują lepsze decyzje i pełniej korzystają ze swoich naturalnych umiejętności. Coaching jest procesem, którego głównym celem jest wzmocnienie klienta oraz wspieranie go w samodzielnym dokonywaniu zamierzonej zmiany w oparciu o własne odkrycia, wnioski i zasoby.
Cechy charakterystyczne coachingu, jako dyscypliny:.
- jest dobrowolny
- wyklucza jakąkolwiek dyrektywność np. ze strony coacha
- pomaga ludziom uczyć się, a nie jest po to, by ich uczyć
- jest zbudowany na bazie pytań
- pobudza do myślenia
- dokonuje się w atmosferze szacunku i pełnej akceptacji dla wartości klienta
- prowadzi do świadomego dokonywania zmian
- skupia się na osiąganiu celów

Istotą szkolenia jest wykorzystanie zasobów: wiedzy i umiejętności już posiadanych oraz odpowiednie zmotywowanie i towarzyszenie klientowi w celowym usprawnianiu jego funkcjonowania. Coaching to indywidualna praca z coachem, pozwalająca rozpoznać klientowi jego umiejętności, zdolności i talenty oraz pełniej wykorzystać potencjał. Coaching jest zorientowany wyłącznie na teraźniejszość i przyszłość, ponieważ przeszłości nie możemy zmienić. Coaching pomaga przekraczać bariery, rozszerzać strefę komfortu, poznać lepiej samego siebie, podnieść poczucie własnej wartości, znaleźć równowagę pomiędzy życiem zawodowym a prywatnym.

## Trener zachowań, trener podejmowania decyzji (coach)
Trener „nie musi mieć doświadczenia ani specjalistycznej wiedzy w dziedzinie”, która jest przedmiotem szkolenia zachowań, podejmowania decyzji („coachingu”). Posiadanie wiedzy specjalistycznej może być pomocne, ponieważ jednak coach w relacji z klientem „nie pełni funkcji mentora, konsultanta czy doradcy”, taka wiedza nie jest niezbędna. W sporcie – dobry trener, np. zespołu skoczków narciarskich, nie musi mieć na swoim koncie tytułu mistrza świata w tej dyscyplinie, aby osiągnąć ze swoim zespołem sukces, ale powinien być specjalistą w dyscyplinie, w której trenuje zawodników. Trener sportowy często jest zarówno coachem (w rozumieniu tego artykułu), mentorem, doradcą, a czasami też konsultantem. W obydwu przypadkach najistotniejsze będą kwalifikacje coacha, związane z kierowaniem procesami uczenia czy dokonywania zmian.
Relację coacha z klientem można określić jako partnerską. Coach nie podchodzi do klienta z pozycji eksperta, autorytetu czy osoby uzdrawiającej. Coach i klient wspólnie ustalają cel, format i oczekiwane wyniki ich pracy. Klient nie zrzuca odpowiedzialności za powyższe na coacha ani też coach nie decyduje się na podjęcie pełnej odpowiedzialności za całość procesu.

## Opór
| Przyczyny oporu pracowników                                                    | Metody przeciwdziałania oporowi |
| ------------------------------------------------------------------------------ | --- |
| Zmiana uniemożliwia działanie w sposób, do którego przywykli pracownicy.       | Wskazanie korzyści płynących z działania nowych metod. |
| Brak zrozumienia istoty zmiany i wiary w realność jej powodzenia.              | Szczegółowe zapoznanie pracowników z istotą i korzyściami coachingu. |
| Pracownicy stają wobec konieczności zmiany głęboko zakorzenionych przekonań.   | Przedstawienie, jak inni, np. menedżerowie, zmieniają swoje przekonania w wyniku pojawienia się badań, przeczących ich poprzednim poglądom. Wykazanie, że nowe przekonania niekoniecznie muszą się wiązać ze zmianą starych i mogą je wzbogacać. |
| Brak zaufania do coacha.                                                       | Uświadomienie pracownikom, że profesjonalista nie jest związany z danym przedsiębiorstwem, a więc jest zdystansowany wobec jego spraw wewnętrznych.                                                                                              |
| Panuje przekonanie, że zmiana została narzucona odgórnie.                      | Przekonanie zespołu do słuszności wprowadzenia danej zmiany przez przełożonych, przedstawianie korzyści płynących ze zmian bezpośrednio dla pracowników oraz firmy.                                                                              |
| Opór przed nową sytuacją, lęk przed odczuciem swojej niekompetencji.           | Uświadomienie pracowników o roli coacha, jego indywidualnym podejściu i nakierowaniu na pomoc i rozwój. |
| Strach przed brakiem czasu na bliżej nieokreślone rozmowy o rozwoju zawodowym. | Wprowadzenie coachingu ma na celu usprawnienie pracy oraz efektywne gospodarowanie czasem. |
| Obawa przed zmianą organizacji pracy.                                          | Uświadomienie pracownikom, że rutyna źle wpływa na ich rozwój osobisty. |

## Rodzaje coachingu
- Coaching personalny – nastawiony na rozbudowę sfery wewnętrznej człowieka.
- Life coaching – nastawiony na relacje i życie osobiste.
- Coaching medyczny – zajmujący się pracą z pacjentami oraz personelem medycznym.
- Coaching zawodowy oraz career coaching – związany z rozwojem, karierą.
- Executive coaching – praca z kadrą zarządzającą przedsiębiorstw.
- Coaching inwestycyjny – związany zazwyczaj z osobistymi inwestycjami (patrz też: Doradztwo finansowe, Doradztwo inwestycyjne).
- Coaching biznesowy – skierowany do właścicieli i menedżerów w małych przedsiębiorstwach, firm rozpoczynających swoją działalność, specjalistów pracujących na prywatnej praktyce, osób prowadzących działalność gospodarczą, osób pragnących założyć własny biznes[7].
- Coaching grupowy – nastawiony na radzenie sobie z podobnymi wyzwaniami, przed którymi stoją uczestnicy szkolenia, np. problemy w związkach, relacjach w środowisku pracy, efektywność, przywództwo według Coaching Institute Polska.
- Diet coaching – nastawiony na budowanie zdrowych nawyków żywieniowych i trwałą zmianę destrukcyjnych przekonań/zachowań dot. jedzenia, konsekwentnie dąży do uzyskania zdrowej, stabilnej wagi ciała.

## Inne formy wspomagania rozwoju
- Mentoring – starszy, bardziej doświadczony kolega udziela rad. Demonstrowane przez niego zachowania stanowią wzorzec do naśladowania. Wspomaga w ten sposób rozwój kompetencji. Bardzo użyteczna metoda wdrażania do pracy nowo zatrudnionego pracownika.
- Doradztwo – praca z klientem nieusatysfakcjonowanym swoim życiem (lub efektami swoich działań zawodowych), potrzebującym przewodnictwa i porady.
- Terapia – praca z klientem, który potrzebuje usunięcia psychologicznych lub fizycznych symptomów. Najczęściej ukierunkowana jest na poszukiwanie w przeszłości przyczyn stanu aktualnego, aby dokonać pożądanych zmian (uwolnienia od „emocjonalnego bólu”).
- Konsulting – konsultant zapewnia ekspertyzę i rozwiązuje problemy biznesowe lub pomaga w rozwoju biznesu jako całości. Konsultant ma do czynienia z nadrzędnymi organizacjami lub ich poszczególnymi częściami, a nie z jednostkami składającymi się na nie. Konsultanci mają jedynie pośredni wpływ na jednostki.
- Nauczanie – nauczanie jest przekazywaniem wiedzy przez nauczyciela uczniowi. Nauczyciel wie coś, czego nie wie uczeń. Odwrotnie dzieje się w przypadku coachingu. Klient jest ekspertem i to klient zna odpowiedzi, a nie coach.
- Szkolenie – zajęcia pozaszkolne mające na celu uzyskanie, uzupełnienie lub doskonalenie umiejętności i kwalifikacji zawodowych lub ogólnych potrzebnych do wykonywania pracy, w tym umiejętności poszukiwania zatrudnienia.
- On the job training – szkolenie podczas wykonywania obowiązków służbowych, praca trenera z osobą szkoloną w normalnych sytuacjach zawodowych. Trener obserwuje, dostarcza informacji, daje wskazówki i udziela rad.